# Igor Van Dessel
Igor Van Dessel est un acteur belge, né le 18 avril 2003 à Braine-l'Alleud.

## Biographie
Igor Van Dessel naît le 18 avril 2003, à Braine-l'Alleud, Belgique.
Son frère Isaac et sa sœur Daphné font du doublage, du chant et de la danse.
Igor se passionne pour le chant : après avoir fait partie des Pastoureaux, il rejoint la Maîtrise du Théâtre Royal de la Monnaie, à Bruxelles.

## Carrière
En 2012, il commence sa carrière d'acteur, en faisant la voix du rôle-titre Pinocchio d'Enzo d'Alo, qu'on lui a confié alors qu'il accompagnait son grand frère au studio.
De 2012 à 2016, il effectue beaucoup de doublages et de voix pour des films d'animation, et fait ses premiers pas devant la caméra dans des courts métrages.
En 2016, il apparaît dans son premier long métrage Le Voyage de Fanny de Lola Doillon, qui se passe pendant la Seconde Guerre mondiale.
En 2017, il tient le rôle principal, aux côtés de Suzanne Clément, Pascal Demolon et Sabrina Seyvecou, dans le film dramatique Le Rire de ma mère de Colombe Savignac et Pascal Ralite, ayant pour thèmes la séparation, le cancer et la mort. À la fin de l'année, il interprète le jeune Louis XV dans L'Échange des princesses de Marc Dugain, pour lequel il récolte le Clion du meilleur comédien au Festival du film historique de Waterloo.
En 2019, deux rôles importants lui sont confiés : celui de Camille, aux côtés de Benoît Magimel, dans Dune Dreams de Samuel Doux, et celui d'Alan dans Des feux dans la nuit de Dominique Liénhard, où il aura pour partenaire de jeu Ana Girardot, et l'occasion de renouer avec un film à caractère historique. Ce dernier rôle lui vaudra des prix d'interprétation dans des festivals.
En 2022, il tient un second rôle dans le film dramatique Close de Lukas Dhont, qui a obtenu le Grand Prix au Festival de Cannes, et qui a été nommé dans la catégorie du meilleur film international aux Oscars.

## Filmographie

### Cinéma

#### Longs métrages
- 2016 : Le Voyage de Fanny de Lola Doillon : Maurice
- 2017 : Le Rire de ma mère de Colombe Savignac et Pascal Ralite : Adrien
- 2017 : Le Fidèle de Michaël R. Roskam : Gino en 1984
- 2017 : L'Échange des princesses de Marc Dugain : Louis XV
- 2018 : Ma reum de Frédéric Quiring : Maxime Lombartini
- 2018 : L'école est finie d'Anne Depétrini : Christophe
- 2019 : Play or Die de Jacques Kluger : Lucas, adolescent
- 2019 : Trois Jours et une vie de Nicolas Boukhrief : Théo Mouchotte
- 2020 : Des feux dans la nuit de Dominique Lienhard : Alan
- 2020 : Ritueels de Hans Herbots : Manu
- 2021 : Dune Dreams de Samuel Doux : Camille
- 2021 : Ils sont vivants de Jérémie Elkaïm : Florian
- 2022 : Close de Lukas Dhont : Charlie
- 2023 : Largo Winch 3 d' Olivier Masset - Depasse : Ezio

#### Courts métrages
- 2013 : Temps morts de Maxime Bultot : Mathias
- 2013 : Le Temps de Charles de Jacques Lemaire : Charles
- 2014 : Paul et Virginie de Paul Cartron : Paul
- 2016 : Plein soleil de Frédéric Castadot : Igor
- 2016 : De Nacht Zweeft Duizelde de Pim Dinghs : Nazinnige
- 2016 : Raconte-moi… Le Petit Prince de Jad Makki : Le petit prince
- 2016 : The Elusive d' Ely Chevillot : Clément
- 2020 : Automne de Felipe Casanova : Théo
- 2022 : Instinct de Victoria Lack : Mathis
- 2022 : La Bête de Joris Laquittant : La bête et Benjamin
- 2022 : Un bon garçon de Paul-V. de Lestrade : Maxime
- 2023 : Stay Alive de Emilien Marret : Lucas
- 2024 : Kevin de Denys Aguilera et Nicolas Vandenberghe : Kevin
- 2024 : Au Loin de Margaux Dieudonné : Jeremy
- 2025 : Zone blanche de David Noblet : Amerigo

### Télévision

#### Séries télévisées
- 2019 : Ennemi public : Jonathan Charlier
- 2021 : Les Aventures du jeune Voltaire d' Alain Tasma : François Arouet 15 ans
- 2023 : Blood river : Joseph

#### Téléfilm
- 2017 : Entre deux mères de Renaud Bertrand : Lucas

## Voix

### Cinéma

#### Longs métrages
- 2012 : Pinocchio d' Enzo d'Alo : Pinocchio[1]
- 2022 : Icare de Carlo Vogele : Icare, adolescent
- 2022 : Yuku et la Fleur de l'Himalaya de Arnaud Demuynck et Rémi Durin : L'écureuil

#### Courts métrages
- 2014 : Le Petit Hérisson partageur de Marjorie Caup : Le petit hérisson[4]
- 2014 : Le Parfum de la carotte de Arnaud Demuynck et Rémi Durin : L'écureuil (moyen métrage)
- 2014 : Beuââârk de Gabriel Jacquel : L'enfant
- 2015 : Waterloo de Gérard Corbiau : Le tambour
- 2017 : Le Vent dans les roseaux d' Arnaud Demuynck et Nicolas Liguori : Le prince
- 2022 : Câline de Margot Reumont : Le garçon du skate park

#### Séries
- 2015 : Pipi, Pupu et Rosemarie d' Enzo d'Alo : Pipi

## Distinctions

### Récompenses
- Visioni Corte Film Festival 2014 (Italy): Prix du Meilleur acteur pour Paul et Virginie[5]
- Festival du film historique de Waterloo 2017 (Belgium): Clion du meilleur comédien pour L'Échange des princesses[2]
- Jane Austen International Film Festival 2021 (USA) : Prix du Meilleur acteur pour Des feux dans la nuit[3]
- Breckenridge Festival of Film 2021 (USA): Prix du Meilleur acteur pour Des feux dans la nuit[3]
- Sevilla Indie Film Festival 2022 (Spain): Prix du Meilleur acteur pour Des feux dans la nuit[6]
- Magritte 2023 (Belgium) : Meilleur acteur dans un second rôle pour Close
- Brussels Short Film Festival 2023 (Belgium): Prix du Meilleur acteur et Mention spéciale de la Presse pour Un bon garçon et pour Instinct
- Festival Jean Carmet 2023 (France): Prix du Public Meilleur Jeune Espoir masculin pour Un bon garçon
- P'tits beurres Festival 2024 (France): Prix du Meilleur acteur pour Un bon garçon
- Festival de Montmirail 2024 (France): Prix du Jury du Meilleur Acteur pour Un bon garçon
- 30° Ningbo Short Film festival 2024 (China): Prix du Meilleur acteur pour Un bon garçon
- Linz International Short Film festival 2024 (Austria): Prix du Meilleur acteur pour Un bon garçon
- Milan Indie Film Festival 2025 (Italy): Prix du Meilleur acteur pour Stay Alive